# Duero (Bohol)
Duero ist eine philippinische Stadtgemeinde in der Provinz Bohol. Sie hat 17.876 Einwohner (Zensus 1. August 2015).

## Baranggays
Duero ist politisch in 21 Baranggays unterteilt.
| - Alejawan - Angilan - Anibongan - Bangwalog - Cansuhay - Danao - Duay - Guinsularan - Itum - Langkis - Lobogon | - Madua Norte - Madua Sur - Mambool - Mawi - Payao - San Antonio (Pob.) - San Isidro - San Pedro - Imelda - Taytay |

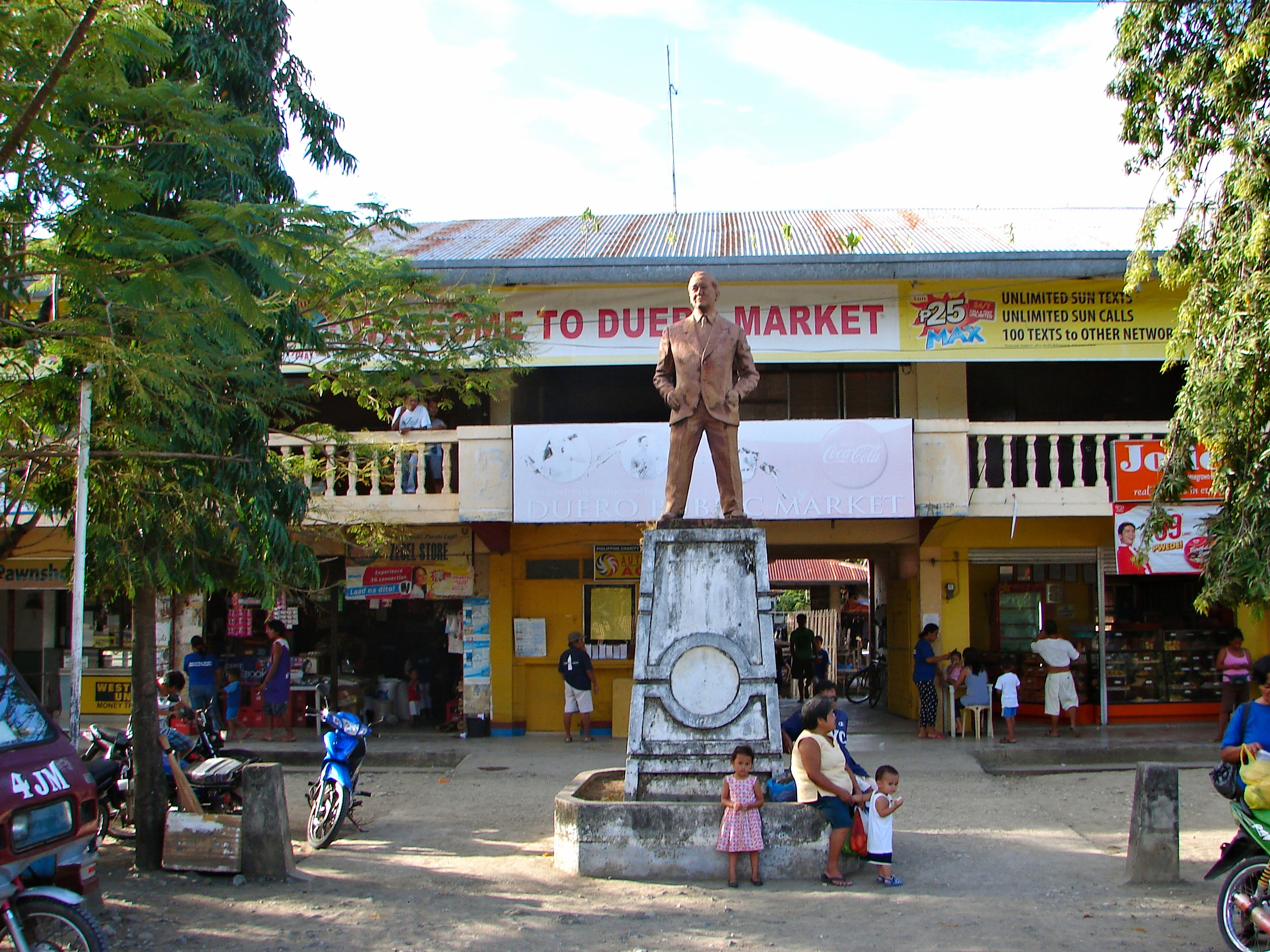
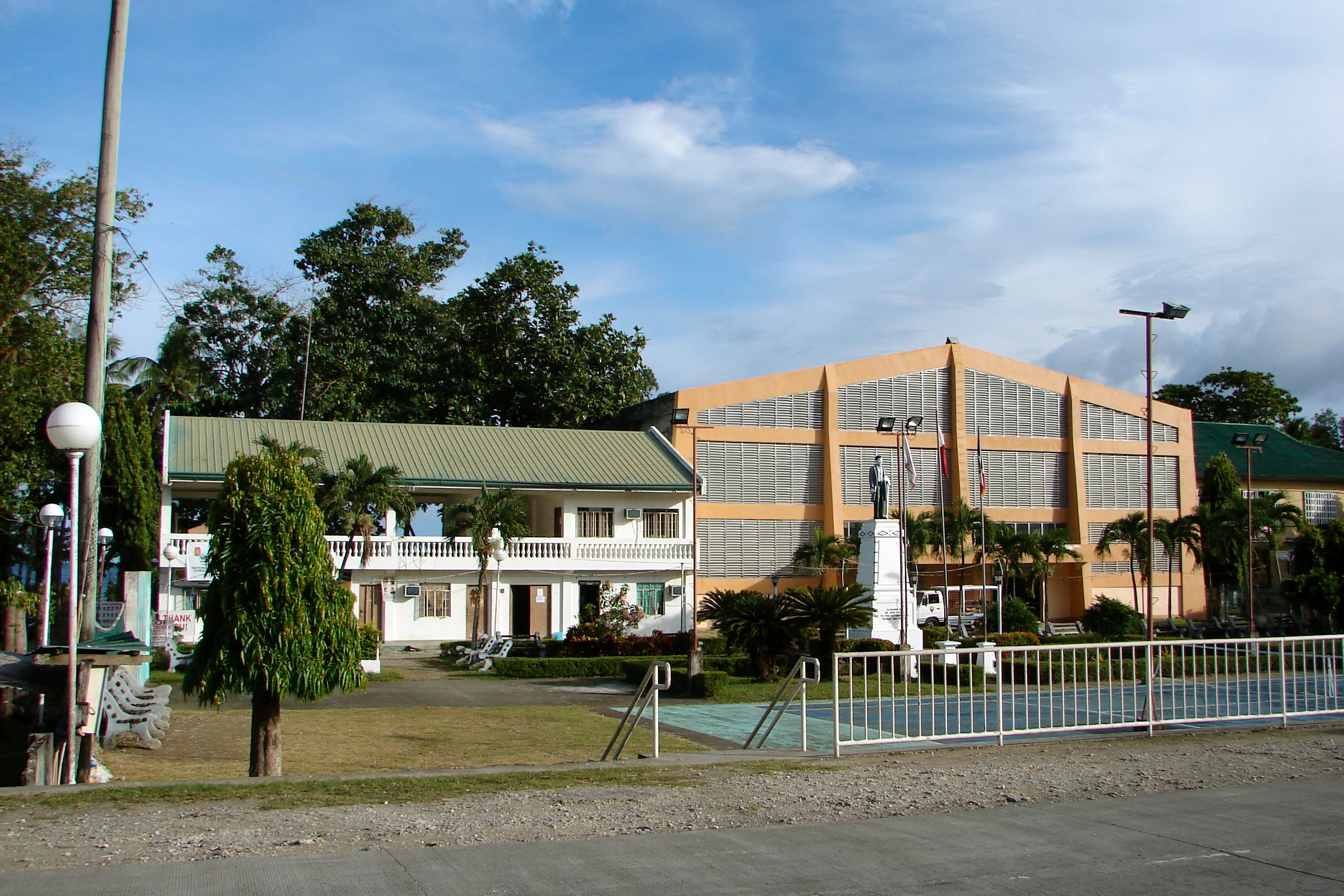
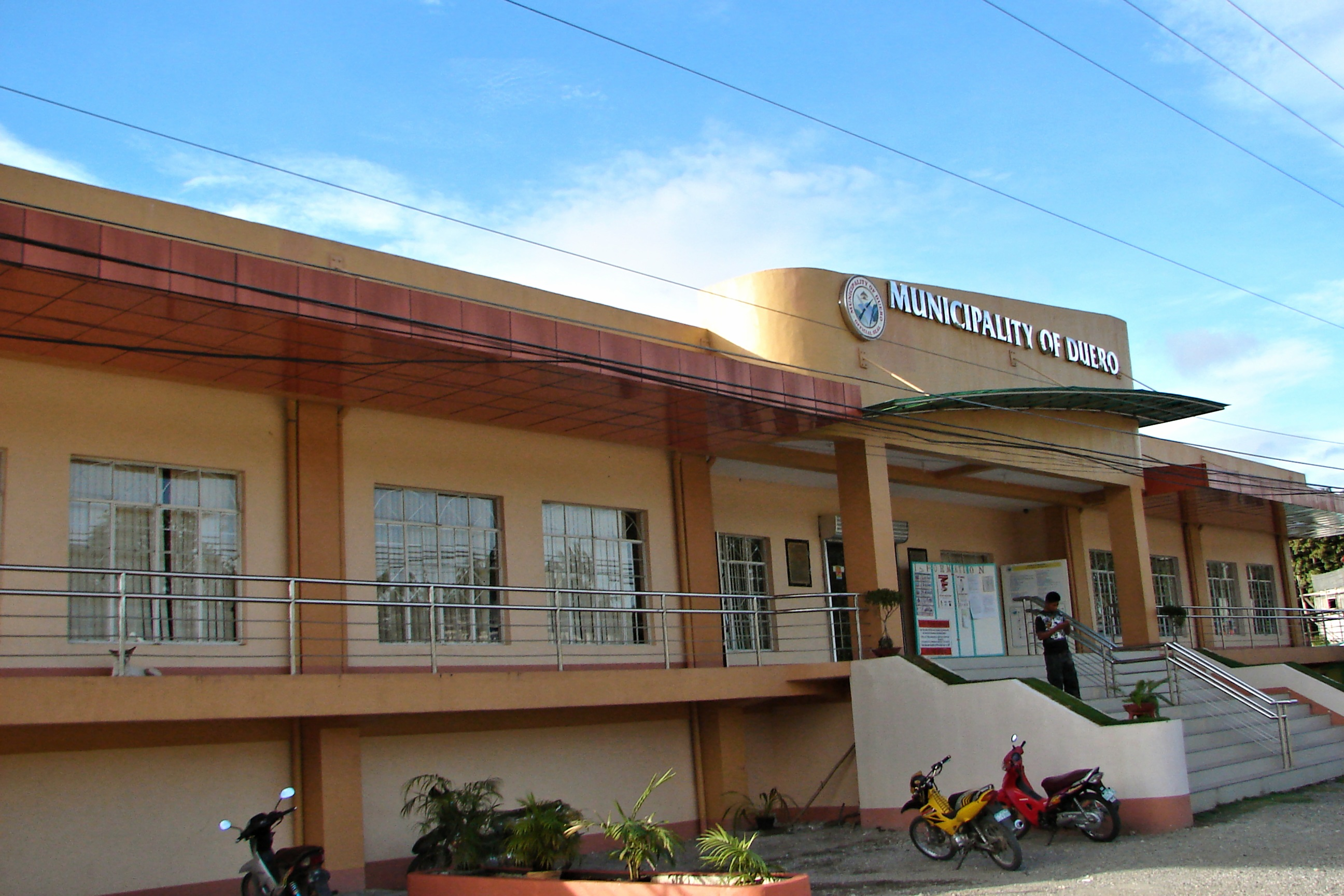
Rathaus

## Söhne und Töchter
- Cerilo Casicas (* 1967), katholischer Geistlicher, Bischof von Marbel